# Christian Ericson i Funäsdalen
Christian Ericson (i riksdagen kallad Ericson i Funäsdalen), född 13 september 1868 i Tännäs, död 23 juni 1944 i Tännäs, var en svensk tullvaktmästare och socialdemokratisk riksdagspolitiker.
Ericson var ledamot av riksdagens andra kammare 1914-1921 för Jämtlands läns södra valkrets. Han var först socialdemokrat men övergick 1917 till Sveriges socialdemokratiska vänsterparti, som 1921 bytte namn till Sveriges kommunistiska parti.